# Matthiola stoddartii
Matthiola stoddartii är en korsblommig växtart som beskrevs av Aleksandr Andrejevitj Bunge. Matthiola stoddartii ingår i släktet lövkojor, och familjen korsblommiga växter. Inga underarter finns listade i Catalogue of Life.